# QC七つ道具
QC七つ道具（QCななつどうぐ）とは、品質管理（Quality Control）において、パレート図、特性要因図、ヒストグラム、グラフ、チェックシート、散布図、管理図の7つの手法を組み合わせた分析手法。通称、Q7。
本項ではQC七つ道具のほか、新QC七つ道具、商品企画七つ道具、戦略立案七つ道具についても述べる。QC七つ道具など七つ道具という組み合わせを用いる手法は日本で考えられた手法である（ただし個々の手法には日本国外で考え出されたものもある）。

## QC七つ道具

### 概観
QC七つ道具は、パレート図、特性要因図、グラフ、管理図、チェックシート、ヒストグラム、散布図の7つの手法を組み合わせた分析手法で、主に数値データの解析に用いられる。これらは問題を発見するツール（グラフ、管理図）、問題の原因を把握するツール（パレート図、ヒストグラム、特性要因図）、対策後に問題が解消したことを確認するツール（グラフ、散布図、管理図）の3つに対応している。QC七つ道具の作成手順等は「JIS Q 9024:2003 マネジメントシステムのパフォーマンス改善－継続的改善の手順及び技法の指針」にJIS化された。
1. パレート図
不良・欠点・クレームなど現象別に層別してデータを取って、特性値の多い順に並べて重要な不良や問題点を見つけ出す[2][3]。
2. 特性要因図
原因と結果の関係を整理して問題の原因を把握する[2][3]。
3. グラフ
2つ以上のデータの相関関係を表すことで全体を把握しデータの比較をわかりやすくする[2][3]。
4. 管理図
自然のばらつきと異常原因によるばらつきを区別して工程が安定しているかをみる[2][3]。
5. チェックシート
データの記録・集計・整理を容易にし、データの分類や項目別の分布、出現状況を把握する[2][3]。
6. ヒストグラム
データのバラつきと度数を把握し、データを区間分けすることで工程のばらつきをみる[2][3]。
7. 散布図
2つのデータの関係性や特性をみる[2][3]。

### 層別
層別はデータの共通点や癖、特徴によりグループ分けを行うことをいう。作業工程の例では、原材料（購入先、受入日、保管期間など）、設備（機械、型式、工場、ラインなど）、方法（作業方法や作業条件など）、作業者（班や経験年数など）、時間（午前午後、曜日、季節など）、測定（測定機器、測定方法、測定者など）、環境（気温、湿度、天候、風速、場所）などである。
なお、層別は「JIS Q 9024:2003」（マネジメントシステムのパフォーマンス改善）には取り入れられてはいない。

## 新QC七つ道具
新QC七つ道具はアイデアや知識・経験など主に言語データを図的に表現するもので、親和図法、連関図法、系統図法、マトリックス図法、マトリックスデータ解析法、アローダイヤグラム法、PDPC法をいう。QC七つ道具とともに作成手順等が「JIS Q 9024:2003 マネジメントシステムのパフォーマンス改善－継続的改善の手順及び技法の指針」にJIS化された。

## その他の手法
商品企画七つ道具
商品企画を合理的に行うために開発されたもので、インタビュー調査、アンケート調査、ポジショニング調査、アイデア発想法、アイデア選択法、コンジョイント分析、品質表をいう。このうち品質表は「品質機能展開」の手法から導入された。
戦略立案七つ道具
経営戦略や事業戦略を立案するために開発されたもので、環境分析、市場分析、製品分析、製品・市場分析、ポートフォリオ分析、戦略要因分析、資源配分分析をいう。
DN7
ビッグデータ時代のDX版QC七つ道具である。